# Рошсов
Рошсо́в (фр. и окс. Rochessauve) — коммуна во Франции, находится в регионе Рона — Альпы. Департамент коммуны — Ардеш. Входит в состав кантона Шомерак. Округ коммуны — Прива.
Код INSEE коммуны 07194.
Коммуна расположена приблизительно в 500 км к югу от Парижа, в 125 км южнее Лиона, в 7 км к югу от Прива.

## Население
Население коммуны на 2008 год составляло 392 человека.
| 1962 | 1968 | 1975 | 1982 | 1990 | 1999 | 2008 |
| ---- | ---- | ---- | ---- | ---- | ---- | ---- |
| 211  | 239  | 218  | 250  | 301  | 300  | 392  |

## Экономика
В 2007 году среди 251 человек в трудоспособном возрасте (15-64 лет) 191 были экономически активными, 60 — неактивными (показатель активности — 76,1 %, в 1999 году было 74,0 %). Из 191 активных работали 179 человек (89 мужчин и 90 женщин), безработных было 12 (5 мужчин и 7 женщин). Среди 60 неактивных 19 человек были учениками или студентами, 20 — пенсионерами, 21 были неактивными по другим причинам.